# Skilling-Magazin

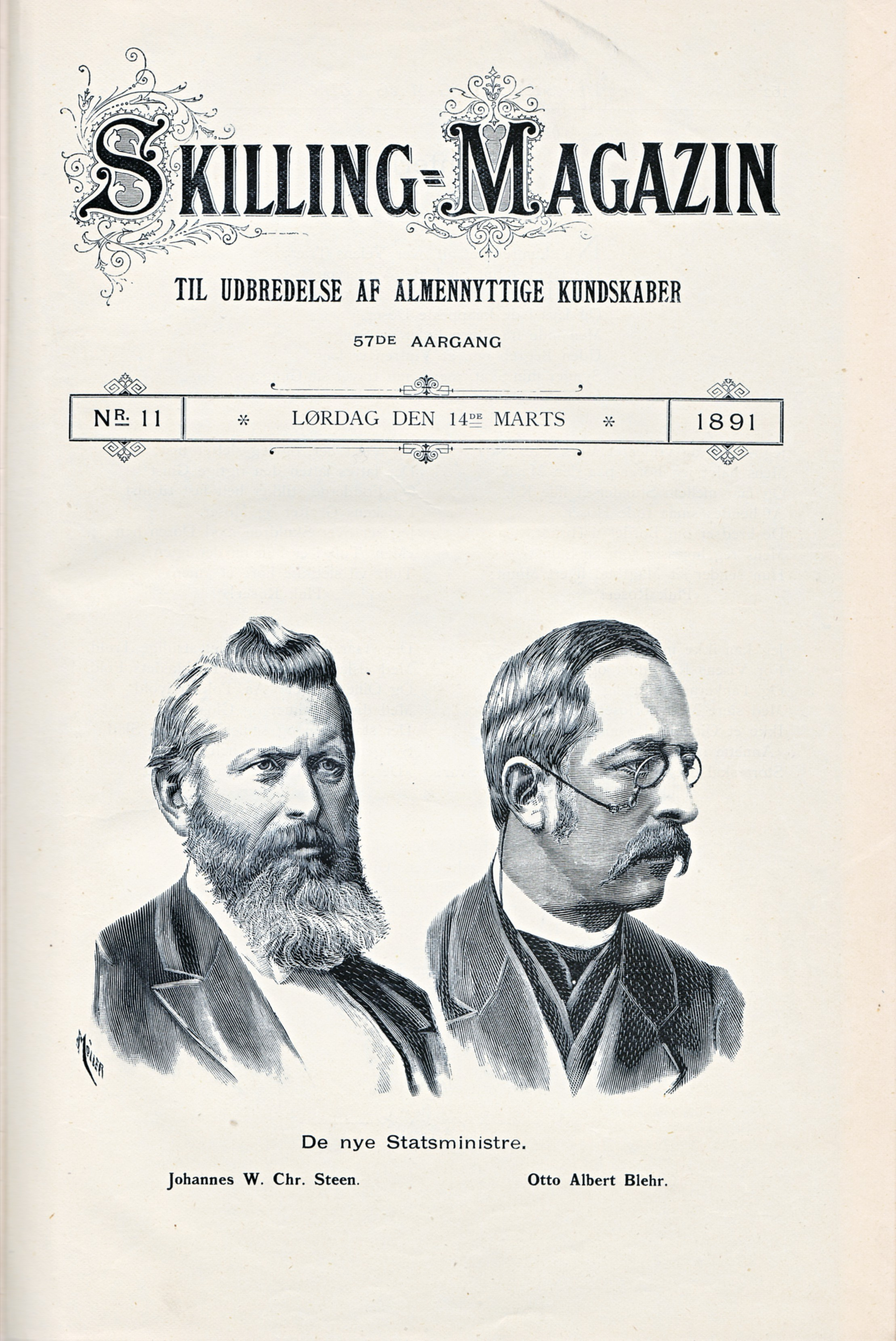
Titelseite des Skilling-Magazins vom 14. März 1891. Sie zeigt die Porträts zweier norwegischer Ministerpräsidenten, Johannes Steen (1827–1906) und Otto Albert Blehr (1847–1927). Holzstich von Albert Møller (1864–1922).

Das Skilling-Magazin (deutsch wörtlich „Schilling-Magazin“) war ein norwegisches Wochenjournal, das im Jahr 1834 vom norwegischen Naturforscher, Illustrator und Maler Peter Andreas Brandt (1792–1862) gegründet wurde.
Es erschien von 1835 bis 1891 in Christiania (wie Oslo von 1624 bis 1924 hieß) und trug den Untertitel til Udbredelse af almennyttige Kundskaber („Zur Verbreitung gemeinnützigen Wissens“). Die Zeitschrift war als allgemeine Informationsquelle gedacht. Die Artikel behandelten Biografien, Kunst, Architektur, Geschichte, Naturgeschichte, Geographie und Technik.
Das reich bebilderte Skilling-Magazin war das erste norwegische Journal, das xylografische Illustrationen verwendete.